# Napadi v Pridnestrski republiki (2022)
Napadi v Pridnestrju leta 2022 so bili vrsta napadov in incidentov med 25. in 27. aprilom v vzhodnoevropski secesijski Pridnestrski republiki. Žrtev ni bilo, nastala pa je materialna škoda.

## Ozadje
Napadi so se zgodili teden dni po ruski izpostavitvi rusko govorečih prebivalcev v Pridnestrju v kontekstu ruske invazije na Ukrajino, s čimer je ponovila utemeljitev Moskve za vojno v Ukrajini. Generalmajor Rustam Minnekajev, vršilec dolžnosti poveljnika ruskega osrednjega vojaškega okrožja, je povedal, da načrt ruske vojaške akcije v Ukrajini vključuje prevzem popolnega nadzora nad južno Ukrajino, kar bi Rusiji lahko zagotovilo kopenski dostop do Pridnestrja.

## Napadi
Prve eksplozije so ob 15. uri odjeknile na sedežu pridnestrskega ministrstva za državno varnost v Tiraspolu, glavnem mestu države. Milica je v bližini kraja eksplozije blokirala dostop in naročila, naj se noben ne približa. Preliminarna poročila so incident opisala kot napad z bombometi.
Naslednje jutro so v Majacu poročali tudi o dveh eksplozijah na oddajniku Grigoriopol, prvo ob 6.40 in drugo ob 7.05, pri čemer sta eksploziji izbili dve radijski anteni ruskega radia.
26. aprila je bila napadena vojaška enota. Pridnestrske oblasti so incident obsodile kot terorizem.
27. aprila je ministrstvo za notranje zadeve Pridnestrja poročalo, da so Cobasno preletela brezpilotna letala in jo pri tem obstreljevali. Na ministrstvu so sporočili, da so droni prišli iz Ukrajine. V Cobasni je sicer skladišče streliva, ki je eno največjih, če ne celo največje v Vzhodni Evropi. Shranjenemu orožju je potekel rok uporabe in če bi eksplodiralo, bi bila moč eksplozije podobna kot pri atomskih bombnih napadih Hirošime in Nagasakija. Trenutno ga varuje skupina okoli 1500 ruskih vojakov.
Poškodovanih ni, nihče pa ni prevzel odgovornosti za nobenega izmed napadov.

## Posledice
Dan po prvih eksplozijah je predsednik Moldavije imel izredno sejo vrhovnega varnostnega sveta. Moldavska vlada je ukazala povečan obseg patruljiranja in izvajanja mejnih kontrol, tudi na meji s Pridnestrjem, ter povečala varnostno opozorilo za objekte kritične infrastrukture.Pridnestrske oblasti so dvignile stopnjo teroristične grožnje na "rdečo" in v prestolnici vzpostavile kontrolne točke.
Španski premier Pedro Sánchez, ki je nameraval 28. aprila popoldne obiskati predsednika vlade Moldavije, naslednji dan pa predsednika vlade Poljske, je po eksplozijah v Pridnestru oba obiska odpovedal.
Romunski politik Marcel Ciolacu je 28. aprila napovedal, da se bosta Moldavija in Romunija v okviru pridnestrskih napadov v enem ali dveh tednih sestali na parlamentarnem srečanju.

## Odzivi

### V Pridnestru
Pridnestrski poslanec Andrej Safonov je za TASS dejal, da je "obstreljevanje stavbe z bombnimi izstrelki poskus sejanja panike in strahu," in zatrdil, da so bili "poskusi pritiska na nas že opaženi". Po napadih je bilo objavljeno, da je pridnestrska vojska v stanju največje pripravljenosti.
Minister za zunanje zadeve Pridnestrja Vitalij Ignatjev je 27. aprila v intervjuju neodvisne ruske tiskovne agencije Interfax govoril o napadih in predlagal konec pridnestrskega konflikta z Moldavijo s podpisom "končne celovite mirovne pogodbe", kjer je zagotovljeno medsebojno nenapadanje.

### Drugod
Namestnik ruskega zunanjega ministra Andrej Rudenko je po napadih namignil na invazijo na Moldavijo in dejal, da bi se "želel izogniti takšnemu scenariju", v katerem bi morala posredovati Moskva, a da so "določene sile" ustvarile "vročo točko napetosti". Vodja samooklicane Ljudske republike Doneck Denis Pušilin je dejal, da bi morala Moskva pri načrtovanju naslednje faze svoje vojaške akcije "upoštevati, kaj se dogaja v Pridnestrju".
TASS je poročal, da je predsednik Pridnestrja Vadim Krasnoselski dejal, da naj bi za napadom stala Ukrajina. Ukrajinsko zunanje ministrstvo je dejalo, da so bile eksplozije del načrta Rusije za okupacijo južne Ukrajine, da bi med invazijo na Ukrajino vzpostavila kopenski most med Pridnestrjem in Krimom.
Moldavska predsednica Maia Sandu je dejala, da "poskusi eskalacije izvirajo iz frakcij v pridnestrski regiji, ki so naklonjene vojni in so zainteresirane za destabilizacijo razmer v regiji."
Ministrstvo za zunanje zadeve Romunije je napade obsodilo in izrazilo podporo Moldaviji in Sandujevi. Zaradi napadov v Pridnestrju so romunske osebnosti, kot je romunski zgodovinar Marius Oprea, ali subjekti, kot je stranka Zavezništvo za zvezo Romunov (AUR), pozvali, naj združijo Moldavijo in Romunijo, da bi se izognili ruski agresiji na prvo. O tej možnosti je govoril tudi nekdanji premier Moldavije Iurie Leancă.